# Iznalloz
Iznalloz es una localidad y municipio español situado en la parte central de la comarca de Los Montes, en la provincia de Granada, comunidad autónoma de Andalucía. Limita con los municipios granadinos de Montillana, Benalúa de las Villas, Colomera, Albolote, Deifontes, Cogollos Vega, Huétor Santillán, Diezma, Píñar, Guadahortuna, Montejícar, Campotéjar, Domingo Pérez de Granada y Dehesas Viejas, y con el municipio jienense de Noalejo. Cuenta con una población de 5154 habitantes (INE 2024). Por su término discurre el río Cubillas.
El municipio acatuccitano comprende ocho entidades singulares de población distribuidas en nueve núcleos de población: Barcinas, Faucena —que integra los núcleos de Cueva del Agua y Llano de la Corona—, El Frage, Iznalloz —que ostenta la capitalidad comarcal de Los Montes—, Los Montalbanes, Onítar, Poloria, Terre y Venta de Andar.

## Geografía

### Situación
| Noroeste: Benalúa de las Villas, Montillana | Norte: Noalejo, Campotéjar, Dehesas Viejas | Noreste: Domingo Pérez |
| Oeste: Albolote                             |                                            | Este: Píñar            |
| Suroeste: Deifontes                         | Sur: Cogollos Vega, Huétor Santillán       | Sureste: Darro         |

### Relieve e hidrología
Al sur del término municipal se encuentra la Sierra Arana, cuya cumbre es la Peña de la Cruz (2027 m s. n. m.). Geológicamente esta sierra está formada por materiales jurásicos y cretácicos parcialmente fosilizados por el Terciario y en algunos casos el Cuaternario, forma parte del ámbito interior mesozoico de la provincia de Granada y presenta una gran complejidad estratigráfica. Por Iznalloz discurre el río Cubillas.

### Clima
De acuerdo con la clasificación de Köppen presenta un clima mediterráneo típico de verano cálido (Csa).

## Naturaleza

Panorámica del Sotillo

Está catalogada como arboleda singular de Andalucía la chopera del abrevadero de Faucena formada por ejemplares de chopos que superan los 26 m de altura adaptados al viento. Además, se encuentra catalogado como árbol singular de Andalucía el gran ejemplar de plátano del Cortijo Hortichuela.
Señalar el paraje del Sotillo, situado en las inmediaciones de la Sierra Arana, con pinares y plantas aromáticas cuya titularidad —según cuentan los lugareños— corresponde a los y las menores de edad del pueblo para evitar su enajenación, facilitar la preservación de su integridad y garantizar su disfrute por todas las generaciones venideras. Hasta la década de los 80 aproximadamente existió una elemental industria estacional que recogía y destilaba plantas aromáticas como la alhucema, el tomillo, la mejorana, etc., para la obtención de aceites esenciales y perfumes.

### Cueva del Agua
Se trata de una de las grandes cavidades de la provincia de Granada. Cuenta con extensas galerías del periodo jurásico, lagos en distintos niveles y de diversa profundidad e incluso un río interior. Con frecuencia es objeto de investigaciones científicas y expediciones espeleológicas. Cuenta con una profundidad de -165 m, solamente por detrás de la cueva de don Fernando del parque natural de la Sierra de Castril. Se encuentra en la ladera SE del pico Cabezo del Asno en Sierra Arana, a unos 1700 m de altitud.
En su interior se han descubierto utensilios, cerámicas, enterramientos, etc., de las culturas eneolíticas, campaniforme, ibérica y árabe que han sido depositados en el museo arqueológico provincial de Granada, así como las únicas representaciones pictóricas esquemáticas en negro que hay en la zona. Las peculiaridades características de la cavidad, una sima de más de 180 m de profundidad, prácticamente en estado natural con un desarrollo de sus cavidades que se extiende a lo largo de tres km donde existen especies naturales endógenas. Recientemente se ha diseñado un proyecto que promete conjugar la necesidad de preservación del espacio con su explotación turística e incluye la construcción de un telecabina y el acceso hasta el interior de la misma mediante una galería subterránea, el cual no ha superado los correspondientes permisos, sobre todo medioambientales en relación con el futuro telecabina.
Desde 1969 la cueva es gestionada por un Patronato de la Diputación Provincial que lleva su nombre, cuya junta rectora está formada por autoridades civiles y culturales de la provincia. Además, desde 1991 existe una Comisión Consultiva para su gestión en la que participan los Ayuntamientos de Iznalloz, Deifontes y Cogollos Vega, junto a la Universidad de Granada y la Diputación. (Fuente: Diputación de Granada)

## Historia

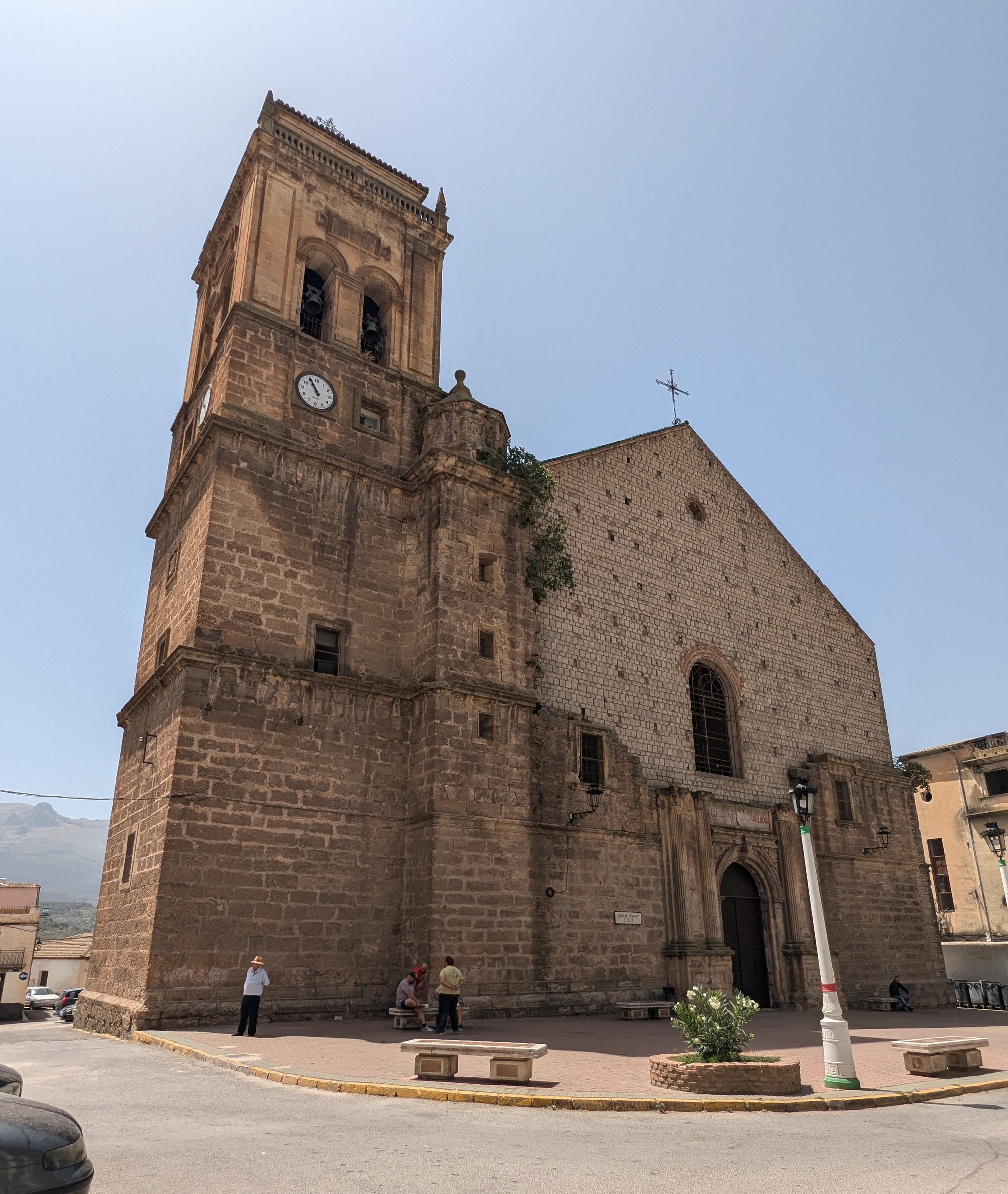
Iglesia parroquial de Nuestra Señora de los Ángeles

Los poblamientos más antiguos se datan por los hallazgos en la Venta de la Nava de útiles de sílex del Paleolítico medio, que se encuentran en el Museo Arqueológico y Etnológico de Granada. Hay testimonios de un enclave de la cultura de las cuevas durante el neolítico en la cueva del Agua de Pradonegro. Las exploraciones comenzaron en 1969 y los hallazgos de cerámica se encuentran en el Museo Arqueológico y Etnológico de Granada. Se ha documentado un yacimiento de la época de la cultura del argar en la cueva del Frague.
De acuerdo con el Apeo de Loaysa del siglo XVI, el cortijo Poloria, que comprendía 400 fanegas de tierra de labor, 200 de monte, casas y un alhorí, quedó despoblado después de la expulsión de los moriscos. El Diccionario geográfico-estadístico-histórico de España de principios del siglo XIX describe que en Iznalloz los cultivos principales era el trigo, cebaba y garbanzos, así como centeno, maíz, guijas, yeros, escaña y habas y señala abundante ganado y caza. Además, señala estaban agregadas a Iznalloz las aldeas de Domingo Pérez y Deifontes y que comprendía numerosos diseminados como Terre, Venta Nueva, Frage, Onítar, el de Barcinas, con entonces un oratorio del marqués de Nava de Barcinas, Faucena, Hortichuela, Colmenar del Sotillo, Nava, Zegrí, Andar, Noguerón o Poloria.
En 1965 se produce la supresión de numerosos partidos judiciales en España. El partido judicial de Iznalloz y el partido judicial de Santa Fe son anexionados al partido judicial de Granada. Desde la creación de partidos judiciales en 1820 durante el Trienio Liberal hasta su supresión había comprendido las localidades de Benalúa de las Villas, Campotéjar, Colomera, Darro, Dehesas Viejas, Deifontes, Diezma, Guadahortuna, Iznalloz, Moclín, Montejícar, Moreda, Piñar, Montillana, Torre-Cardela, Trujillos y Víznar.

### Segregaciones recientes

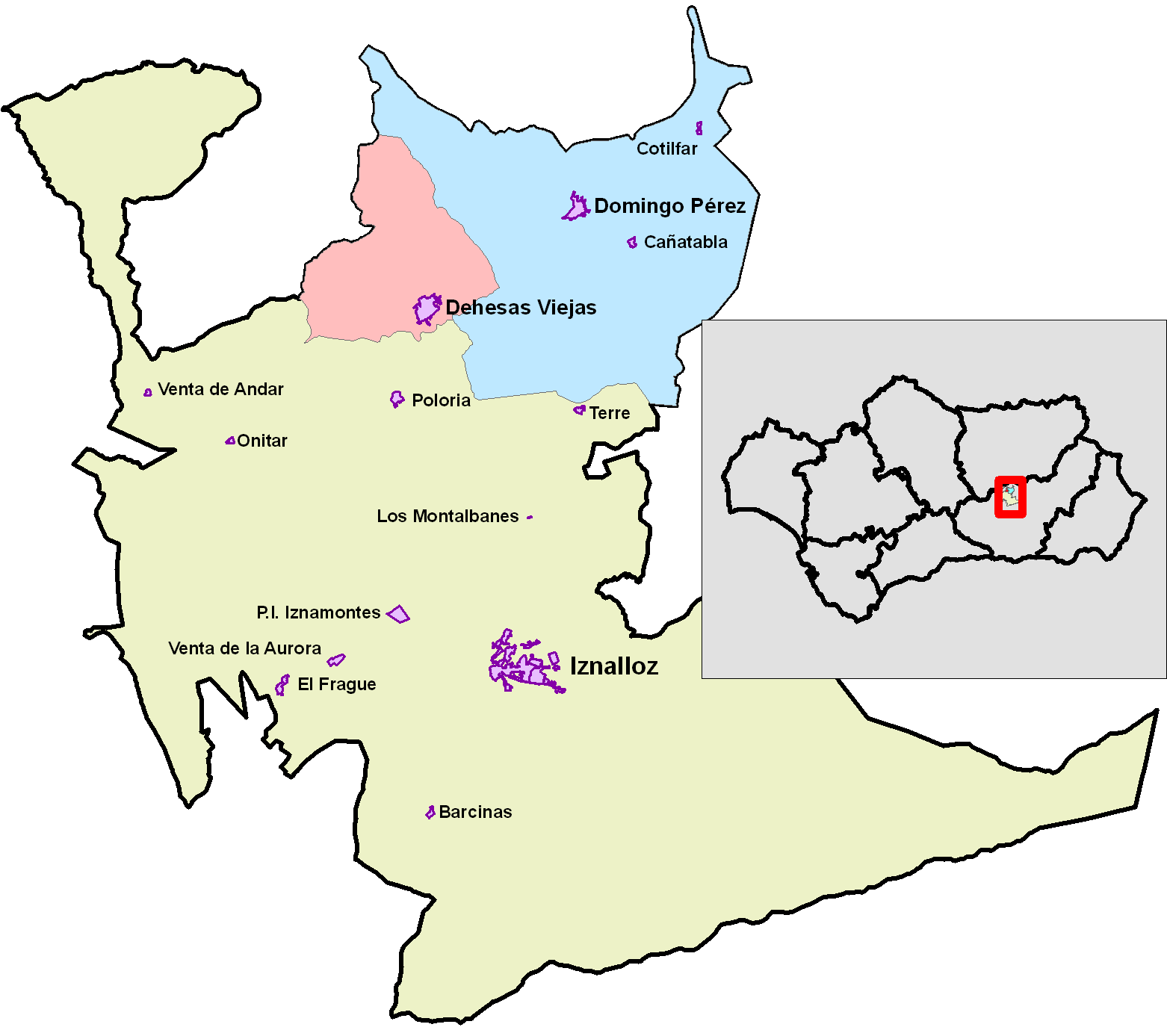
Ayuntamientos segregados del término municipal de Inalloz

En los últimos años la corporación municipal de Iznalloz ha aprobado la independencia de dos Entidades Locales Autónomas (ELA) vinculadas al municipio.
Hasta 2014 se encontraba en Iznalloz la entidad local autónoma de Dehesas Viejas. El pleno del ayuntamiento acatucitano aprobó por unanimidad la segregación de la ELA, que cerró el proceso con el visto bueno de la Diputación de Granada y el gobierno autonómico el 23 de octubre de 2014.
En 2015 Domingo Pérez de Granada, la que fuera ELA de Domingo Pérez cuando estaba vinculada a Iznalloz alcanzó su independencia. El pleno del ayuntamiento acatucitano aprobó por unanimidad la segregación de la ELA, cerró el proceso de independencia con el visto bueno de la Diputación de Granada y el gobierno autonómico el 8 de abril de 2015.

## Demografía
Iznalloz cuenta con una población de 5154 habitantes (INE 2024).
| Gráfica de evolución demográfica de Iznalloz entre 1842 y 2021 |
| |
| Población de derecho según los censos de población del INE Población de hecho según los censos de población del INEEn 1857 disminuye el término del municipio porque independiza a Dehesas Viejas, Deifontes y Piñar En 1972 crece el término del municipio porque incorpora a Dehesas Viejas |

## Economía

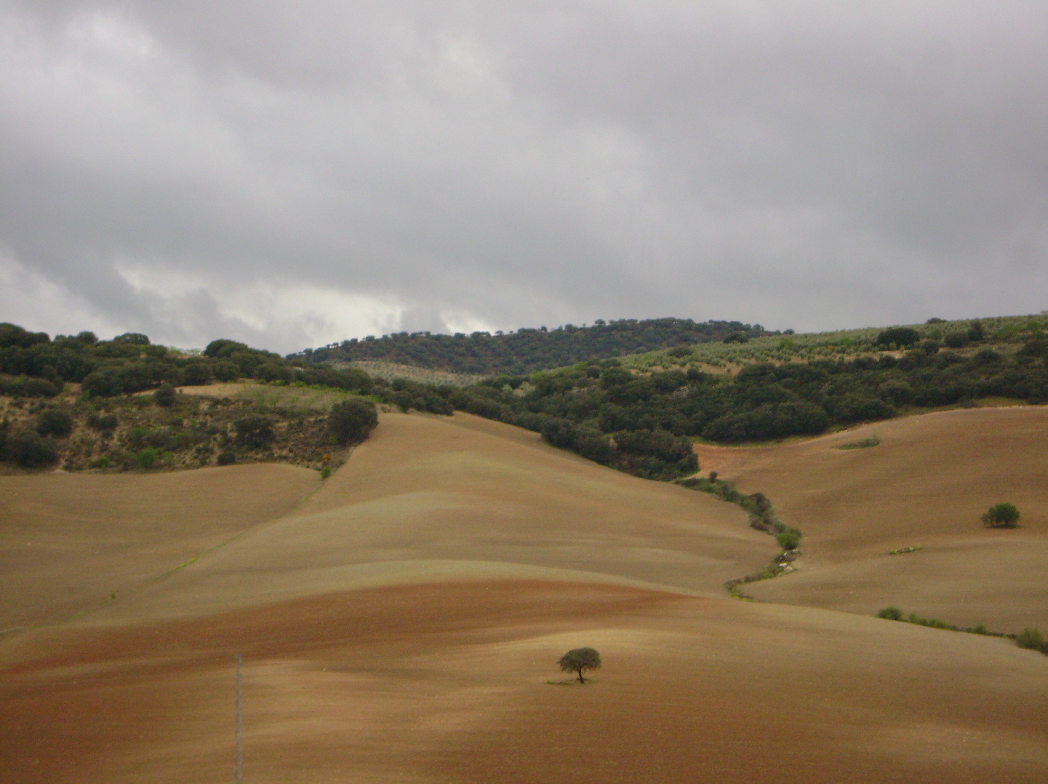
Cultivos de cereal en Iznalloz

En general es una zona serrana, donde la agricultura tiene una gran importancia, esencialmente el olivar, y otros cultivos herbáceos como los cereales. La ganadería caprina y ovina tuvieron un gran peso en la economía local, quedando ahora relegada a unas cuantas explotaciones que perviven pese a las dificultades.

### Evolución de la deuda viva municipal
| Gráfica de evolución de Deuda viva del Ayuntamiento de Iznalloz entre 2008 y 2019                                |
| |
| Deuda viva del Ayuntamiento de Iznalloz en miles de Euros según datos del Ministerio de Hacienda y Ad. Públicas. |

## Comunicaciones

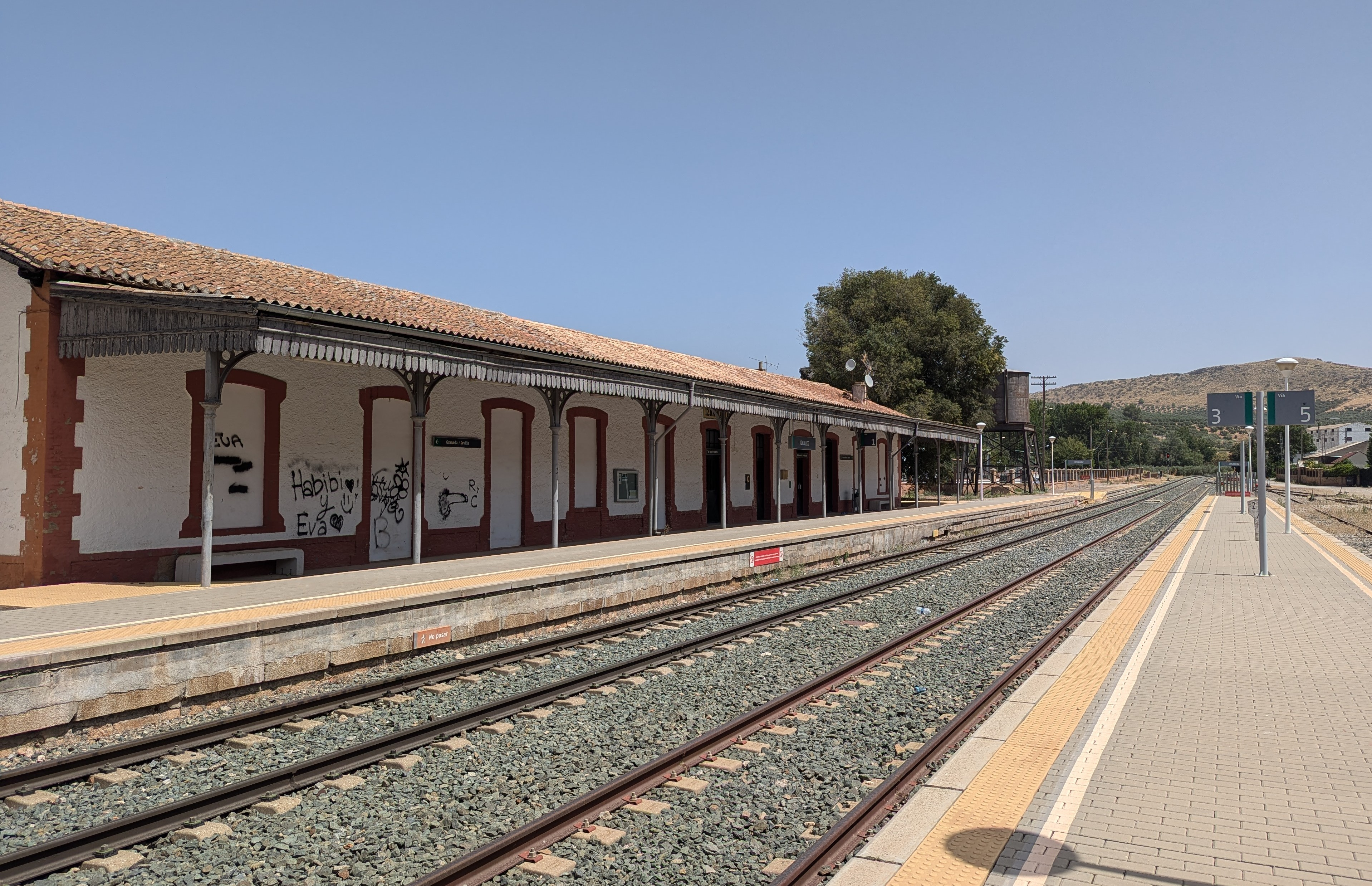
Estación de ferrocarril

Iznalloz se encuentra en la A-308, que enlaza la A-44 con la A-92 en Darro. Otras carreteras son la A-3423 a Deifontes, la N-323 a Campotéjar y la A-403 a Alcalá la Real.
Dispone de la estación de Iznalloz, que pertenece a la red de media distancia, de la línea Moreda-Granada, que comunica con Granada y con la línea Linares-Almería.
Se encuentra a 29 minutos del Aeropuerto de Granada

## Infraestructuras y equipamientos

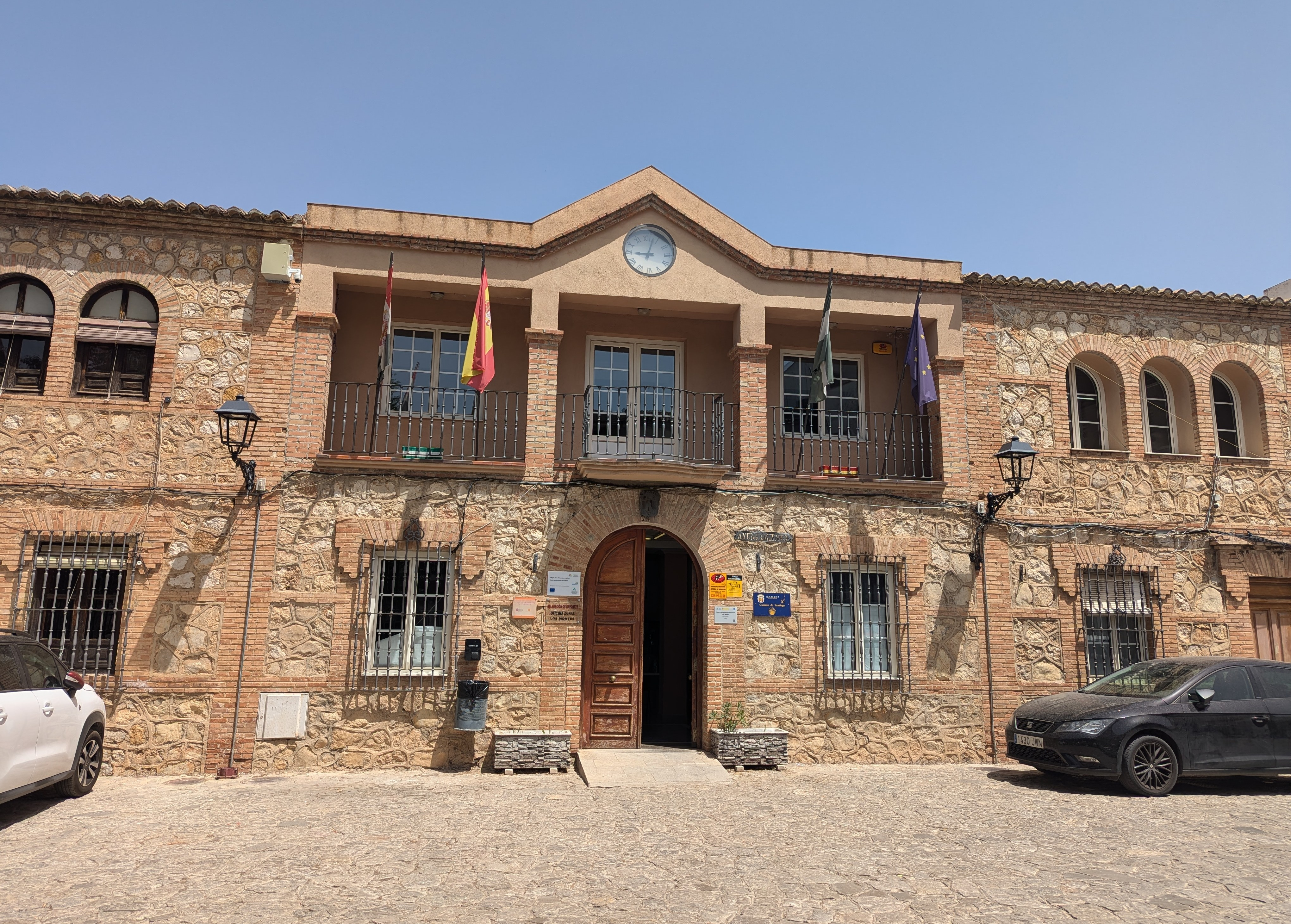
Casa consistorial

### Sanidad
Cuenta con el centro de salud de Iznalloz y se encuentra en el área de referencia del Hospital Universitario Virgen de las Nieves.

### Educación
Cuenta con los CEIP Francisco Ayala, Sierra Arana y San Juan de Ávila y el IES Montes Orientales. Además está el CEPER Los Montes de educación permanente de personas adultas

## Cultura

### Fiestas
En Iznalloz se celebran dos fiestas locales importantes a lo largo del año: la Feria de Agosto, en honor a su patrona la Virgen de los Remedios, que se desarrolla el penúltimo fin de semana del mes de agosto y sus días previos; y la romería de San Isidro, que consiste en una peregrinación desde el pueblo de Iznalloz al paraje de El Sotillo, en Sierra Arana, el día 15 de mayo, donde se celebra una misa campestre en honor al patrón de los agricultores, como muestra de agradecimiento de este gremio que, desde muy antiguo, ha tenido una importancia crucial en la economía del pueblo.

### Patrimonio
Iglesia parroquial del siglo XVI.

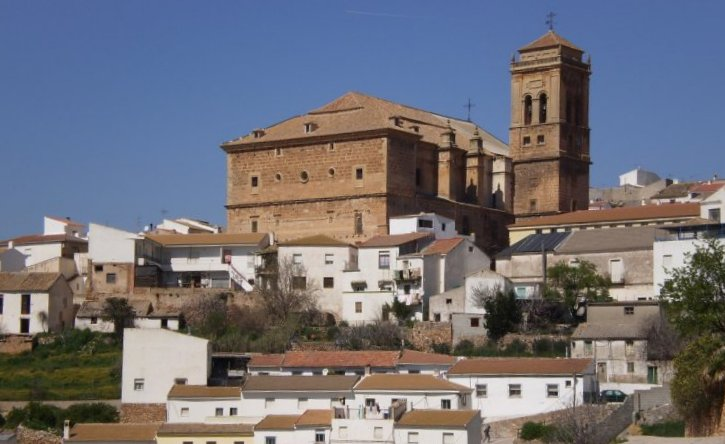
Iglesia de Ntra. Sra. de los Ángeles. Virgen de los Remedios

Trazada por Diego Siloe (1549) y levantada por Juan de Maeda (1566-1574) que, a pesar de estar inacabada, constituye uno de los ejemplos más notables de arquitectura renacentista.
Puente romano sobre el río Cubillas
Se localiza en la vía que unía Tarraco con las costas andaluzas orientales.
Castillo de los almendros

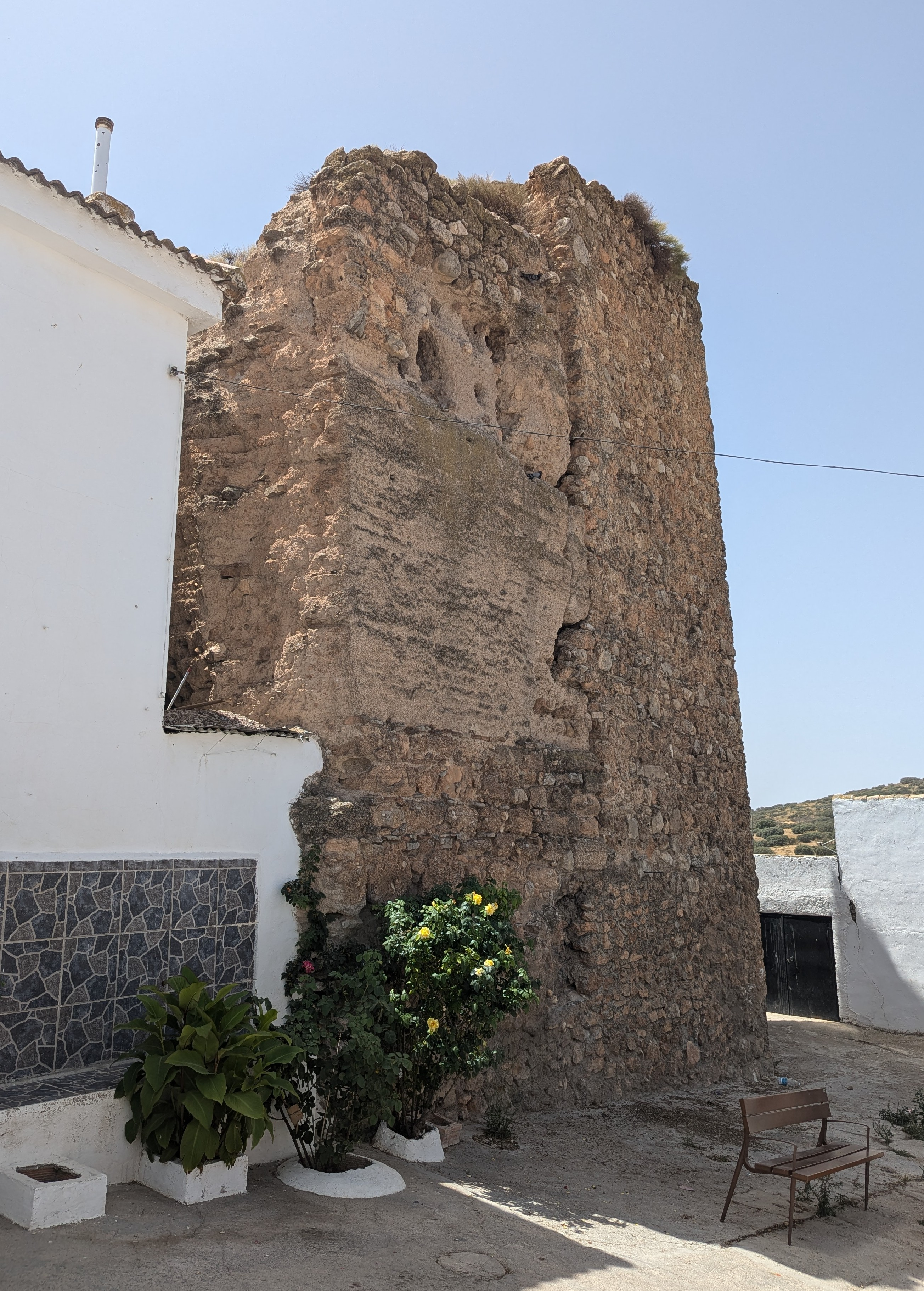
Ruinas del castillo

Fortaleza de origen musulmán situada en la montaña más alta sobre la que se construyó el pueblo y del que apenas se conservan dos torreones y parte de los silos y mazmorras.
Pósito
Museo micológico en Sierra Arana
Espacio museístico dedicado al estudio de los hongos y setas.
Ermita de Ntra. Sra. de los Remedios
De finales del siglo XVI, destaca por su calidad artística el artesonado mudéjar.
Ayuntamiento viejo
Del siglo XVI, en el que cabe destacar el escudo en piedra situado en la fachada principal.

## Hermanamientos
- Savigny-le-Temple, Francia[21]
- Tichla, Campos de Refugiados de la RASD en Tinduf[22]